# Nijemo kolo
Nijemo kolo je narodni ples koji se najčešće izvodi u Zagori. U studenom 2011. UNESCO je uvrstio nijemo kolo u svoj popis nematerijalne kulturne baštine čovječanstva.

## Opis
To je zatvoreni (ne nužno) kružni ples i izvodi se bez glazbe, iako mu vokalne ili instrumentalne izvedbe mogu prethoditi ili ga slijediti. Danas se najčešće izvodi prije crkvenih svetkovina ili na festivalima.
Nijemo kolo pleše dva ili više plesača. Broj plesača nije ograničen, premda brojka do nekih dvadesetak plesača čini ples kola skladnim i obično do tog broja plesača se ne javlja nesklad u naglašenim koracima, iako je moguće uskladiti i veći broj plesača, gotovo neograničeno velik broj, naravno ovisno o iskustvu plesača.
Sam ples karakterizira kružno kretanje plesača koji svojim usklađenim udarcima stopalima o plesnu površinu daju ritam plesu. Ubrzavajući i usporavajući ritam udaranja stopalima ubrzava se i smanjuje brzina kružnog kretanje samih plesača u kolu. Izmjenjujući različit ritam brzih i sporih koraka to jest udaraca, ples kola postupno i naizmjenično ubrzava i smanjuje brzinu udaraca i okretanja samog kola u više navrata ili samo jednom ovisno o plesnom turnusu. Ponekad plesači plešu kolo da više puta naizmjenice izmjenjuju faze brzog i sporog koraka s prikladnim ubrzanjima i usporavanjima plesnog koraka, a ponekad plešu postupno ubrzavajući do najveće brzine izvođenja koje kolo može dostići te završe kolo naglim usporenjem do samog zaustavljanja i rastanka plesača u kolu. Plesači u kolu pri plesu ponekada poskakuju, i premeću korak, ne naglašavajući udarcima svaki plesni korak, udarajući ponekad korak samo desnom ili samo lijevom nogom, ili pak naizmjenice naglašavajući svako treći korak udarcima o plesnu površinu. 
Nijemo kolo ne poznaje plesni par, muškarca i ženu kao plesače pojedine dionice plesa, nerijetko se zna dogoditi da kolo plešu samo žene ili samo muškarci, ili pak da u nerazmjeru u broju muških i ženskih plesača se isto pleše s većim brojem muškaraca naspram žena ili većim brojem žena naspram muškaraca u samom kolu. Iako nijemo kolo ne poznaje plesni par, muškarca i ženu, ako je to moguće plesači se raspoređuju u pri plesu redoslijedom »jedan muškarac potom jedna žena« sve dok broj muškaraca i žena zadovoljava to pravilo a potom se niz nastavlja samo muškarcima ili samo ženama ovisno o tome kojih sudionika ima više u kolu kao takvom. 
Nijemo kolo je sastavni dio onoga što stanovnici Dalmatinske Zagore nazivaju dernekom to jest pučkom proslavom u čast svetaca zaštitnika pojedinih mjesta. Plesanje nijemog kola usko je povezano s igrama zavođenja između muškaraca i žena, prema tome uvijek se znalo koji muškarac pridaje na važnosti kojoj ženi plešući do nje u kolu i uvodeći je u samo kolo na ples.   
Često pri izvedbi nijemog kola kao pozadinu plesu u pučkim proslavama Dalmatinske Zagore može se čuti ojkavica, rera, ganga, treskavica ili neka druga varijacija narodnog pjevanja.
Nijemo kolo u posljednje vrijeme sve je rjeđe dio pučkih proslava, ali se zato jako dobro uklopilo u izvedbe folklornih skupina koje za potrebe različitih manifestacija, izvode nijemo kolo kao predstavu za njihove posjetitelje.
Ansambl LADO izvodi na svojim predstavama nijemo kolo kao dio programa predstavljanja tradicijskih dalmatinskih plesova.
U opernom djelu Ero s onoga svijeta, skladatelja Jakova Gotovca primijenjen je dio nijemog kola, oglazbljen, prilagođen glazbenom djelu kojeg je dio. U samoj operi je po ritmu glazbe i pjevnih glasova pjevača popraćen ritam jedne od varijacija plesača nijemog kola.

## Pogledati još
- Ojkavica